# Артштеттен-Пёбринг
Артштеттен-Пёбринг (нем. Artstetten-Pöbring) — ярмарочная коммуна (нем. Marktgemeinde) в Австрии, в федеральной земле Нижняя Австрия. 
Входит в состав округа Мельк.  Население составляет 1174 человека (на 31 декабря 2005 года). Занимает площадь 27,27 км². Официальный код  —  31502.

## Достопримечательности
На территории коммуны находится замок Артштеттен, резиденция семьи Гогенбергов.

## Политическая ситуация
Бургомистр коммуны — Карл Хёфер (АНП) по результатам выборов 2010 года.
Совет представителей коммуны (нем. Gemeinderat) состоит из 19 мест.
- АНП занимает 12 мест.
- СДПА занимает 7 мест.